# Pou de corps
Pediculus humanus humanus
Sous-espèce
Le pou de corps (Pediculus humanus humanus, parfois appelé Pediculus humanus corporis) est un pou qui infeste l'être humain, responsable de la pédiculose corporelle. Il ne doit pas être confondu avec le pou de tête (l'autre sous-espèce de Pediculus humanus) ni avec le pou du pubis (vulgairement appelé morpion, une espèce différente, d'une autre famille).

## Cycle de vie et morphologie
L'aspect du pou de corps ne se distingue pas de celui du pou de tête (Pediculus humanus capitis), mais ces sous-espèces ne se croisent qu'en laboratoire. Dans la nature, ils occupent des habitats différents. L'évolution a amené notamment le pou de corps à fixer ses œufs (aussi appelés lentes) aux vêtements, alors que celui de tête les fixe à la base des cheveux.
Le cycle de vie du pou de corps comprend trois stades : la lente, la nymphe et l'adulte.
1. La lente est généralement facile à voir dans les coutures des vêtements d'une personne infestée (notamment à la taille), aux aisselles, voire dans le système pileux. Ovale, elle est d'ordinaire de couleur jaune à blanche. Elle peut prendre de une à deux semaines pour éclore.
2. La nymphe est un pou immature qui a éclos. Elle ressemble au pou de corps adulte, en plus petit. Il lui faut environ de 9 à 12 jours après l'éclosion pour devenir adulte. Elle doit se nourrir de sang pour vivre.
3. L'adulte est à peu près de la taille d'une graine de sésame (de 2,5 à 3,5 mm), a six pattes et est de couleur tan à blanc grisâtre. Il doit aussi se nourrir de sang pour vivre. Le pou meurt à la température ambiante s'il est séparé de son hôte.

## Origine
Le pou de corps a divergé de celui de tête il y a quelque 100 000 ans, ce qui laisse entrevoir la date d'apparition du vêtement,,. Il a été décrit pour la première fois par Linné dans la 10e édition de Systema Naturae. L'analyse de la séquence du génome de ce pou fut publiée en 2010,.

## Maladies
Le pou de corps peut non seulement causer une maladie appelée pédiculose, mais aussi être vecteur du typhus exanthématique (dû au bacille Rickettsia prowazekii), de la fièvre récurrente mondiale (due à Borrelia recurrentis) et de la fièvre des tranchées (due à la bactérie Bartonella quintana).